# Nirasaki
Nirasaki (jap. 韮崎市, -shi) ist eine Stadt in der Präfektur Yamanashi in Japan.

## Geographie
Nirasaki liegt östlich von Hokuto und westlich von Tokio und Kōfu.

## Geschichte
Die Stadt Nirasaki wurde am 10. Oktober 1954 gegründet.

## Verkehr
- Straße:
  - Chūō-Autobahn
  - Nationalstraße 20, nach Tōkyō oder Shiojiri
  - Nationalstraße 52
  - Nationalstraßen 141
- Zug:
  - JR Chūō-Hauptlinie, nach Tōkyō oder Nagoya

## Städtepartnerschaften

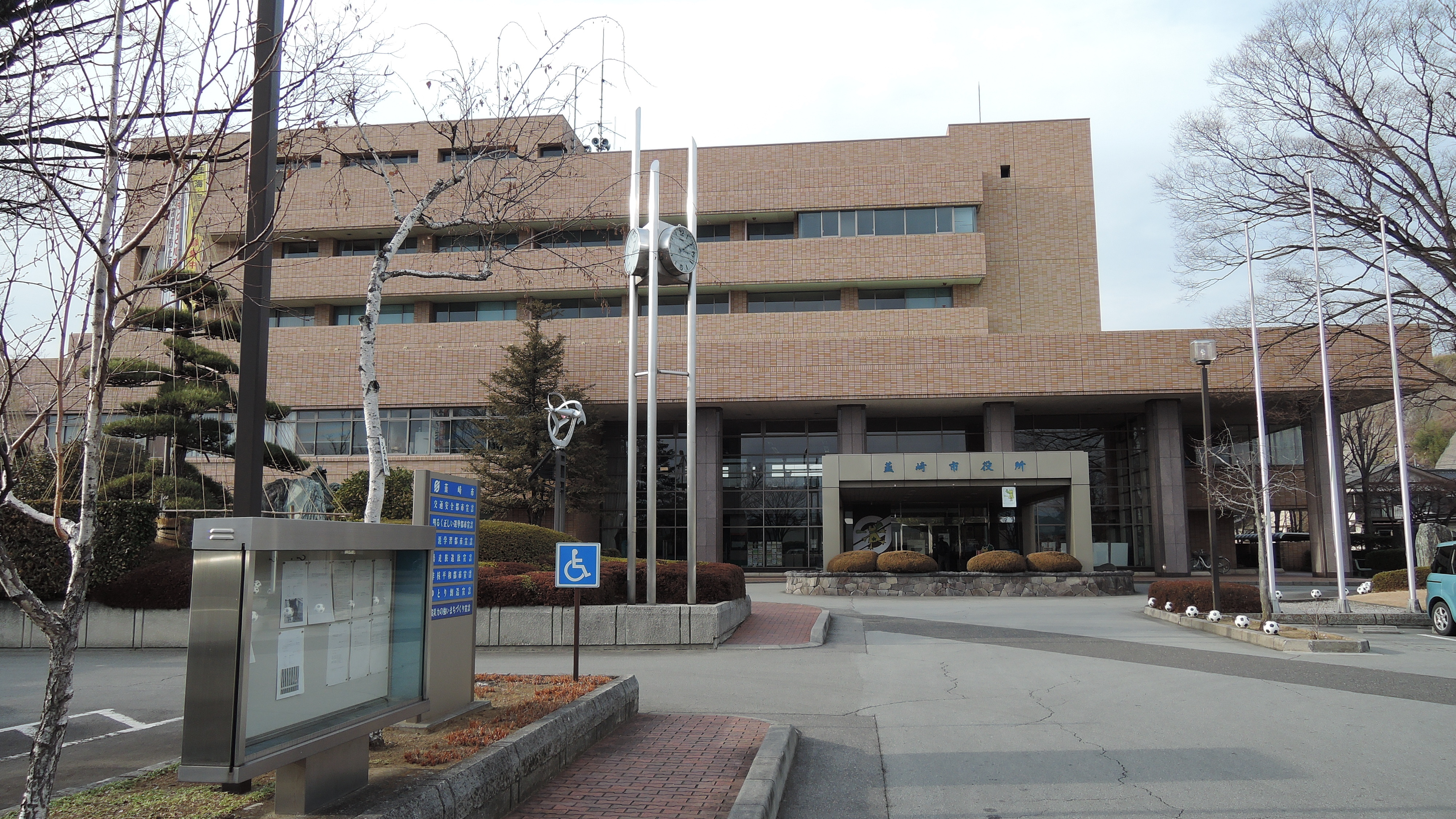
Rathaus

- Jiamusi, seit 1976

## Söhne und Töchter der Stadt
- Azuma Koshiishi (* 1936), Politiker
- Kobayashi Ichizō (1873–1957), Unternehmer
- Shōmei Yokouchi (1942–2020), Politiker

## Angrenzende Städte und Gemeinden
- Minami-Alps
- Hokuto
- Kai